# Cryptoses
Cryptoses is een geslacht van vlinders uit de familie van de snuitmotten (Pyralidae).

## Soorten
- Cryptoses choloepi Dyar, 1908
- Cryptoses rufipictus Bradley, 1982
- Cryptoses waagei Bradley, 1982